# 郭皇后 (吳周)
郭氏（17世纪—1681年），即清朝三藩之乱时周末代皇帝吴世璠的皇后，郭壮图的女儿。周元年（康熙十二年，1673年），爆发三藩之乱。昭武元年（康熙十七年，1678年），吴三桂称帝。同年，吴三桂去世，其孙吴世璠即位，封正妻郭氏为皇后。洪化三年（康熙二十年，1681年），吴世璠兵败，昆明陷落，吴世璠自刎，郭氏投缳自缢。